# Décès en juillet 2000
Décès
- 1996
- 1997
- 1998
- 1999
- 2000
- 2001
- 2002
- 2003
- 2004

Pour une information complémentaire, voir la page d'aide.

| Date        | Nom                | Activités                               | Âge | Source |
| ----------- | ------------------ | --------------------------------------- | --- | ------ |
| 1er juillet | Walter Matthau     | acteur américain                        | 79  |        |
| 3 juillet   | Kemal Sunal        | acteur turc                             | 65  |        |
| 6 juillet   | Władysław Szpilman | compositeur polonais                    | 88  |        |
| 10 juillet  | Justin Pierce      | Acteur britannico-américain             | 25  | (en)   |
| 17 juillet  | Aligi Sassu        | peintre et sculpteur italien            | 88  |        |
| 18 juillet  | Roberto Contreras  | acteur américain                        | 71  |        |
| 22 juillet  | Claude Sautet      | cinéaste français                       | 76  |        |
| 23 juillet  | Vu Cao Dam         | peintre et sculpteur vietnamien         | 92  |        |
| 23 juillet  | Yuki Ogura         | peintre nihonga de l'ère Shōwa du Japon | 105 | (en)   |
| 27 juillet  | Vladimir Lissounov | peintre soviétique puis russe           | 60  | (en)   |
| 27 juillet  | Zbigniew Żupnik    | peintre polonais                        | 49  |        |
| 30 juillet  | Joan Muntaner      | footballeur espagnol                    | 83  | (en)   |